# Stadsholmen
Stadsholmen és una illa situada al centre d'Estocolm, a Suècia. Forma amb Riddarholmen i Helgeandsholmen la ciutat vella d'Estocolm i en representa la part major. És en aquesta illa on se situa el palau reial. Té una superfície de 33 hectàrees.